# Margaret Ramsay
Margaret Ramsay (geb. Clifford; * 31. Mai 1946) ist eine ehemalige australische Mittelstreckenläuferin und Sprinterin.
Bei den British Commonwealth Games 1974 in Christchurch gewann sie in der 4-mal-400-Meter-Staffel Silber und erreichte über 800 m das Halbfinale.
1966 wurde sie Australische Meisterin im Crosslauf und 1967 über 1500 Meter.

## Persönliche Bestzeiten
- 400 m: 54,6 s, 24. August 1973, Brisbane
- 800 m: 2:05,97 min, 27. Januar 1974, Christchurch
- 1500 m: 4:42,3 min, 1966